# Воллес (Північна Кароліна)
Воллес (англ. Wallace) — місто (англ. town) в США, в округах Даплін і Пендер штату Північна Кароліна. Населення — 3413 особи (2020).

## Географія
Воллес розташований за координатами 34°44′17″ пн. ш. 77°59′27″ зх. д. / 34.73806° пн. ш. 77.99083° зх. д. (34.738130, -77.990784).  За даними Бюро перепису населення США в 2010 році місто мало площу 7,94 км², уся площа — суходіл.

## Демографія
Згідно з переписом 2010 року, у місті мешкало 3880 осіб у 1621 домогосподарстві у складі 946 родин. Густота населення становила 489 осіб/км².  Було 1815 помешкань (229/км²).
Расовий склад населення:
| - 52,0 % — білих - 26,0 % — чорних або афроамериканців - 0,4 % — корінних американців - 0,2 % — азіатів - 0,1 % — вихідців з тихоокеанських островів - 19,9 % — осіб інших рас |

До двох чи більше рас належало 1,4 %. Частка іспаномовних становила 25,5 % від усіх жителів.
За віковим діапазоном населення розподілялося таким чином: 23,6 % — особи молодші 18 років, 55,6 % — особи у віці 18—64 років, 20,8 % — особи у віці 65 років та старші. Медіана віку мешканця становила 40,9 року. На 100 осіб жіночої статі у місті припадало 84,4 чоловіків;  на 100 жінок у віці від 18 років та старших — 77,4 чоловіків також старших 18 років.
Середній дохід на одне домашнє господарство  становив 36 944 долари США (медіана — 30 194), а середній дохід на одну сім'ю — 58 198 доларів (медіана — 49 597). За межею бідності перебувало 19,6 % осіб, у тому числі 4,4 % дітей у віці до 18 років та 26,1 % осіб у віці 65 років та старших.
Цивільне працевлаштоване населення становило 1913 осіб. Основні галузі зайнятості: мистецтво, розваги та відпочинок — 19,6 %, будівництво — 16,4 %, освіта, охорона здоров'я та соціальна допомога — 12,2 %, виробництво — 10,7 %.